# Henri Queuille
Henri Queuille (31. března 1884 – 15. června 1970) byl francouzský politik.
Ve třech obdobích byl premiérem Francie (1948–1949, 1950, 1951). Zastával i řadu dalších vládních funkcí: ministr zemědělství (1924–1925, 1926–1928, 1930, 1932–1934, 1938–1940), ministr zdravotnictví (1930–1931, 1934–1935), ministr pošt (1932), ministr veřejných prací a dopravy (1937–1938, 1948), ministr zásobování (1940), státní ministr (1948, 1951–1952), ministr financí (1948–1949), ministr vnitra (1950–1951). Byl představitelem Republikánské, radikální a radikálně socialistické strany.